# Lightning talk
Lightning Talk (traducido como charla relámpago, aunque el término no se utiliza en la práctica) es un formato de presentación muy corto que se realiza en el marco de una conferencia o foro. A diferencia de otras presentaciones, las charlas relámpago duran solamente unos pocos minutos y se presentan varias charlas por diferentes presentadores, una seguida de la otra, en un período de tiempo determinado.

## Historia
La conferencia Yet Another Perl Conference (YAPC) 19100 utilizó el término de lightning talk en la Universidad Carnegie Mellon en Pittsburgh por primera vez. Originalmente término fue acuñado por Mark Jason Dominus en junio de 2000. En la práctica, las lighting talk fueron utilizadas en la Conferencia Python de 1997, pero fueron nombradas como tal recién en la Conferencia YAPC 19100.

## Definición y formato
Las lightning talk están diseñadas para ser presentaciones cortas entre cinco a diez minutos, pero normalmente son de cinco minutos.  En la mayoría de las conferencias se asigna a los ponentes un segmento de unos 30 a 90 minutos de duración. Las charlas son dadas una tras otra durante las sesiones y buscan que muchos presentadores aborden una multiplicidad de temas para la discusión colectiva. Las presentaciones buscan que los individuos tengan un espacio para compartir sus ideas y conceptos con las personas que tienen experiencia en campos concretos. Las lightning talks son cortas y requieren que el ponente aborde en forma clara su objetivo, descartando los aspectos no críticos de la información. Esto provoca que la audiencia deba estar más atenta al mensaje para obtener una variedad más amplia de conocimiento sobre las presentaciones ofrecidas.
El formato de lightning talks varía mucho de conferencia a conferencia.  Las diapositivas pueden quedar descartadas y una única computadora sigue el programa de presentación para todos los presentadores. En general las charlas están dadas en un formato que puede incluir diapositivas, pero el presentador debe tener cuidado en no detenerse con mucho detalle sobre ellas.
El término data blitz es utilizado algunas veces para referirse a las sesiones de lighting talks, particularmente en conferencias académicas y de ciencias sociales, como la conferencia anual de la Society of Personality and Social Psychology.

## Importancia
El objetivo de lighting talks es para articular un tema en forma rápido, concreta y de manera clara. Estas charlas concisas y eficaces pretenden llamar la atención de la audiencia, volcar información clave, y dar oportunidad para que varios presentadores puedan compartir sus ideas en un periodo breve de tiempo.